# Mads Roerslev
Mads Roerslev Rasmussen (* 24. Juni 1999 in Kopenhagen) ist ein dänischer Fußballspieler. Zurzeit steht er beim FC Brentford unter Vertrag, zuvor spielte er für seinen Jugendverein FC Kopenhagen sowie auf Leihbasis in Schweden bei Halmstads BK. Zudem ist der rechte Außenverteidiger auch dänischer Nationalspieler.

## Karriere

### Verein
Mads Roerslev kam bereits als Kind in das Nachwuchsleistungszentrum des FC Kopenhagen, einem dänischen Spitzenklub, der im Jahr 1992 aus einer Fusion der ersten Mannschaften von Kjøbenhavns Boldklub sowie von B 1903 Kopenhagen entstanden war. Als A-Jugendlicher debütierte er am 26. Oktober 2016 beim 6:1-Sieg in der dritten Runde des dänischen Pokalwettbewerbs beim Drittligisten Jammerbugt FC mit Beginn der zweiten Halbzeit eingewechselt wurde und Sekunden später das Tor zum 3:0 erzielte. Am 21. März 2017 wechselte Roerslev auf Leihbasis nach Schweden zu Halmstads BK. Für diesen Verein kam er am 1. April 2017 im Alter von 17 Jahren beim 1:0-Heimsieg in der Allsvenskan gegen Östersunds FK zu seinem einzigen Spiel und zugleich zu seinem ersten Einsatz im Ligaalltag. Da Mads Roerslev allerdings nicht spielberechtigt war, da vor Ende des Transferfensters bürokratische Formalitäten nicht erledigt wurden – Östersunds FK legte trotz fehlender Spielberechtigung keinen Protest ein –, folgte die Rückkehr zum FC Kopenhagen. Am 17. Mai 2017 debütierte er bei der 2:3-Auswärtsniederlage in der Meisterrunde in der Superligæn gegen den FC Midtjylland für die Profimannschaft. In der Folgezeit spielte Roerslev überwiegend in der U19 oder in der Reservemannschaft, Einsätze für die Profimannschaft blieben Ausnahmen. In der Winterpause der Saison 2018/19 wurde er an den Erstligaaufsteiger Vendsyssel FF verliehen. Auch in Nordjütland konnte sich Mads Roerslev sich nicht in der ersten Mannschaft behaupten, so dass im Sommer eine Rückkehr nach Kopenhagen mit wenig Spielpraxis erfolgte.
Im August 2019 wurde er allerdings nach England an den Zweitligisten FC Brentford, wo der Däne Thomas Frank Trainer ist, verkauft, wo er einen Zweijahresvertrag unterschrieb. Auch verletzungsbedingt konnte sich Roerslev bis jetzt nicht in der Stammformation behaupten und absolvierte lediglich 20 Punktspiele (inklusive Aufstiegs-Play-offs). 
Im Januar 2025 wurde er an den VfL Wolfsburg verliehen.

### Nationalmannschaft
Mads Roerslev ist zurzeit auch Juniorennationalspieler Dänemarks und absolvierte von 2015 bis 2016 16 Länderspiele für die dänische U17-Nationalmannschaft und nahm mit dieser an der U17-Europameisterschaft 2016 in Aserbaidschan teil. Dort schied Dänemark nach der Gruppenphase aus, wobei er in allen drei Partien seiner Mannschaft zum Einsatz kam. Von 2016 bis 2017 spielte er in drei Partien für die U18-Nationalmannschaft. Von 2017 bis 2018 kam Roerslev zu zehn Spielen für die U19-Nationalmannschaft Dänemarks, sechs davon fanden im Rahmen der Qualifikation für die U19-Europameisterschaft in Finnland statt. Von 2018 bis 2019 lief er für die U20-Nationalmannschaft auf und kam dabei zu vier Partien. Seit 2019 ist er für die U21-Nationalmannschaft der Dänen aktiv und nimmt an der U21-Europameisterschaft 2021 in Ungarn und Slowenien teil. Aufgrund der Corona-Krise fand die Gruppenphase Ende März statt, während die K.O.-Runde erst ab dem 31. Mai ausgetragen wird. Die dänische Mannschaft gewann sämtliche Gruppenspiele und wurde somit Erster.